# I-24
I-24 (Interstate 24) — межштатная автомагистраль в Соединённых Штатах Америки, длиной 316,36 мили (509,13 км). Проходит по территории четырёх штатов.
| Штат  | миль   | км     |
| ----- | ------ | ------ |
| IL    | 38,73  | 62,33  |
| KY    | 93,37  | 150,26 |
| TN    | 180,16 | 289,94 |
| GA    | 4,1    | 6,6    |
| Всего | 290    | 467    |

## Маршрут магистрали

### Иллинойс
Interstate 24 в Иллинойсе имеет длину чуть более 62 км. На территории этого штата располагаются всего 5 развязок этой магистрали. I-24 пересекает Национальный лес Шауни. В Кентукки Interstate 24 попадает по мосту через реку Огайо, соединяющие города Метрополис в Иллинойсе и Падука в Кентукки.

### Кентукки
I-24 соединяет город Падука на севере с городом Кларксвилл на юге. Проходит мимо плотин Кентукки и Баркли, а также Национальной зоны отдыха «Земля между озёрами». В будущем I-24 будет пересекать I-69 на территории Кентукки.

### Теннесси
I-24 соединяет города Кларксвилл и Чаттануга, проходя через столицу Теннесси — Нашвилл. Чуть восточнее Чаттануги Interstate 24 заходит на территорию штата Джорджия, а затем, через примерно 4 мили, снова переходит в Теннесси. В Нашвилле I-24 на короткое время соединяется с магистралями I-40 и I-65.

### Джорджия
Interstate 24 проходит по территории штата Джорджия всего около 4 миль. На территории этого штата, в местности Уайлдвуд, располагается развязка I-24 и I-59.

## Основные развязки
- SR-155, Нашвилл
- I-65, Нашвилл
- I-40, Нашвилл
- I-440, Нашвилл
- SR-840, Марфрисборо
- I-59, Уайлдвуд
- US 27, Чаттануга